# Dziewczyna, która widzi zapachy
Dziewczyna, która widzi zapachy (kor.: 냄새를 보는 소녀, MOCT: Naemsaereul boneun sonyeo; znana także jako The Girl Who Sees Smells) – serial koreański wyprodukowany w 2015 roku. Główne role odgrywają w nim Park Yoo-chun, Shin Se-kyung, Namgoong Min oraz Yoon Jin-seo. Serial był emitowany na stacji SBS od 1 kwietnia do 21 maja 2015 w środę i czwartek o 21:55.
Serial ten jest adaptacją komiksu autorstwa Man Chwi'ego pod tym samym tytułem.
Pierwotnym tytułem tej produkcji było Gamgaknamnyeo (kor.: 감각남녀, Sensory Couple).
Serial jest dostępny z napisami w języku polskim za pośrednictwem platformy Viki, pod tytułem Dziewczyna, która widzi zapachy.

## Fabuła
Pewnego wieczora Choi Eun-seol (Shin Se-kyung) wraca do domu rodzinnego i przyłapuje mordercę na gorącym uczynku. Korzystając z rozkojarzenia zabójcy, rzuca się do ucieczki. Jednakże uciekając wpada pod przejeżdżający samochód i w ciężkim stanie trafia do szpitala. Tydzień później rodzice Eun-seol zostają znalezieni martwi na plaży, z wyciętymi na przedramieniu kreskami przypominającymi kod kreskowy, będący znakiem rozpoznawczym nieuchwytnego dotąd seryjnego mordercy. Prowadzący sprawę detektyw, Oh Jae-pyo (Jung In-gi), zdaje sobie sprawę, że przebywająca w śpiączce córka zamordowanych jest jedyną osobą, która widziała twarz mordercy.
Tego samego wieczora, Choi Mu-gak (Park Yoo-chun), przyjeżdża do szpitala odwiedzić swoją młodszą siostrę Choi Eun-seol (Kim So-hyun), która uczestniczyła wcześniej tego dnia w niegroźnym wypadku z udziałem autobusu. Lecz gdy znajduje właściwe łóżko odkrywa, że jego siostra nie żyje – ktoś poderżnął jej gardło.
Pół roku później Eun-seol budzi się ze śpiączki, jednak nie posiada żadnych wspomnień sprzed pobytu w szpitalu, a jej lewe oko z nieznanych przyczyn zmieniło kolor na zielony. Jednocześnie zyskała niezwykłą umiejętność – zaczęła dostrzegać zapachy. By chronić Eun-seol, Jae-pyo decyduje się adoptować ją, zmienić jej imię na Oh Cho-rim i wychować, udając jej biologicznego ojca. Miesiące później Cho-rim jest optymistycznie nastawioną dziewczyną, która przyzwyczaiła się do swojej niezwykłej umiejętności. Marzy, by zostać komikiem, więc pracuje jako „dziewczyna do wszystkiego” w lokalnej grupie teatralnej.
W tym samym czasie Mu-gak bardzo ciężko przeżywa stratę jedynej siostry. Pewnego dnia jego cierpienie psychiczne jest tak silne, że traci przytomność. Po obudzeniu się w szpitalu kilka dni później, orientuje się, że nie może czuć bólu, smaku ani zapachu. W przeciwieństwie do swojej zwykłej osobowości, staje się apatyczny i monotonny. Postanawia zmienić pracę i zostaje policjantem, mając nadzieję zająć się sprawą morderstwa własnej siostry, lecz by to zrobić, musi awansować na detektywa. W związku z tym stara się zaimponować jakoś szefowi jednostki, detektywowi Kang Hyukowi (Lee Won-jong).
Pewnego dnia Cho-rim potrzebuje partnera do skeczu do nadchodzącej audycji. Ponieważ jest bardzo zdeterminowana, to gdy przypadkowo spotyka Mu-gaka, oferuje mu swą pomoc w rozwiązaniu sprawy kryminalnej mającej pomóc mu zdobyć upragniony awans w zamian za zostanie jej partnerem w skeczu, na co Mu-gak się zgadza.
Po tym jak modelka (Park Han-byul) zostaje kolejną ofiarą seryjnego mordercy od kodów kreskowych, Mu-gak dzięki pomocy Cho-rim dołącza do śledztwa kierowanego przez porucznik Yeom Mi (Yoon Jin-seo) i natrafia na dwóch potencjalnych podejrzanych: chłopaka modelki – szefa kuchni Kwona Jae-hee (Namgung Min) oraz Chun Baek-kyunga (Song Jong-ho), jej doktora.

## Obsada

### Główna
- Park Yoo-chun jako Choi Mu-gak
- Shin Se-kyung jako Oh Cho-rim/Choi Eun-seol
- Namgoong Min jako Kwon Jae-hee (zwany także Jay Kwon Ford), znany szef kuchni, posiadający własną restaurację, prowadzi także programy kulinarne.
- Yoon Jin-seo jako Yeom Mi, porucznik wydziału zabójstw, która została przydzielona do sprawy serii morderstw z kodami kreskowymi.

### Postaci drugoplanowe
- Jung In-gi jako Oh Jae-pyo, były detektyw i przyszywany ojciec Cho-rim.
- Nam Chang-hee jako Jo In-bae
- Oh Cho-hee jako Eo Woo-ya, pracuje w grupie teatralnej z Cho-rim.
- Jung Chan-woo jako Wang Ji-bang, szef grupy teatralnej w której pracuje Cho-rim
- Park Jin-joo jako Ma Ae-ri, koleżanka Cho-rim.
- Lee Won-jong jako Kang Hyuk, detektyw wydziału zabójstw i członek grupy zarządzanej przez Yeom Mi.
- Choi Tae-joon jako detektyw Ye Sang-gil, detektyw wydziału zabójstw i członek grupy zarządzanej przez Yeom Mi.
- Jo Hee-bong jako detektyw Ki Choong-do, detektyw wydziału zabójstw i członek grupy zarządzanej przez Yeom Mi.
- Kim Byung-ok jako szef policji
- Choi Jae-hwan jako detektyw Tak
- Jung Hyun-seok jako detektyw Kim
- Kim Gi-cheon jako Kim Joong-in
- Song Jong-ho jako lekarz Chun Baek-kyung, znajomy Kwon Jae-hee i lekarz zamordowanej modelki.
- Kim So-hyun jako Choi Eun-seol, siostra Mu-gaka